# ضمضم (اسم)
ضَمْضَم هو اسم علم مُذكر عربي، وهو من أسماء الأسد، ويعني «الأسد الغضبان والشجاع». حسب كتاب جمهرة اللغة فإنَّ «ضمضم: اسم من أسماء الأسد. والضَمْضَم: الرجل الجريء الماضي، وكذلك الضماضِم. وبه سُمِّي الرجلُ ضمْضَمًا».

## الشخصيات
من الشخصيات التي تحملُ هذا الاسم:
- ضمضم بن عمرو الغفاري الكناني
- ضمضم بن زرعة